# Johannisviertel (Flensburg)

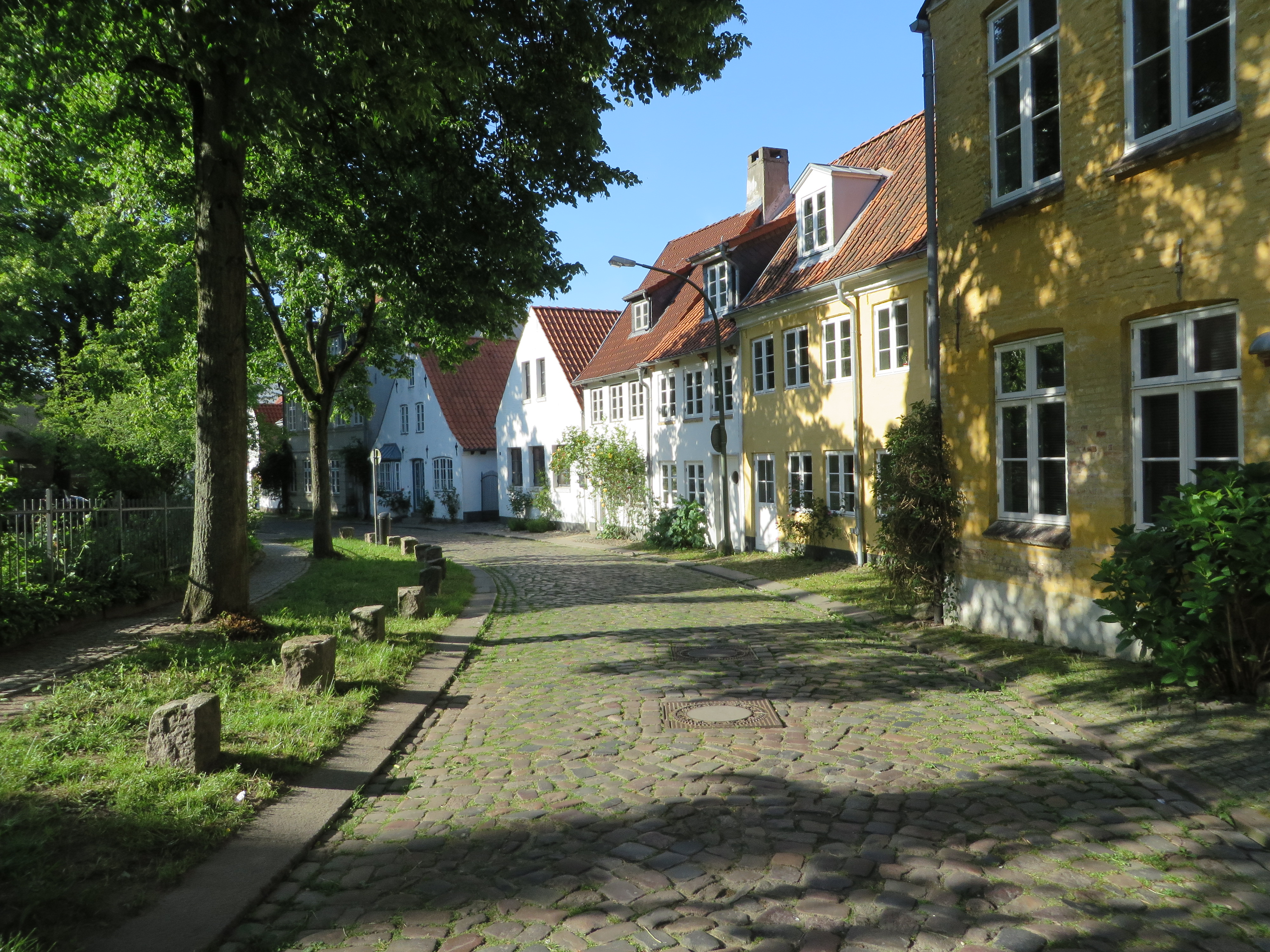
Die Straße Johanniskirchhof im Mai 2014

Das Johannisviertel (auch: St. Johannis; dänisch Sct. Hans Kvarter) ist einer der vier ursprünglichen Siedlungskerne der Stadt Flensburg und gilt als Keimzelle des Stadtkerns von Flensburg. Als eigentliche, aber weniger bekannte Keimzelle der Stadt, gilt jedoch Adelby. Das Johannisviertel bildet heute einen Stadtbezirk, der im 20. Jahrhundert dem Stadtteil Jürgensby zugeordnet wurde.

## Lage
Das Viertel um die Johanniskirche ist der am weitesten östlich gelegene der vier ursprünglichen Flensburger Siedlungskerne. Als einziger derselben liegt er auf dem Ostufer der Flensburger Förde, deren Spitze westlich des Viertels allerdings längst verlandet ist. Die räumliche Trennung von der westlichen Altstadt wird durch die seit den 1950er Jahren voll ausgebaute Verkehrsschneise der vormaligen Bundesstraße 199 allerdings stärker betont, als es das Wasser jemals getan hat. Geschützt vor dem dortigen urbanen Verkehrslärm wird das Johannisviertel jedoch durch den Bahndamm der Flensburger Hafenbahn, die jedoch schleichend durch die Politik stark gefährdet ist. Im Westen grenzt das Johannisviertel an den Altstadtkern um St. Nikolai, mit dem es durch die – von der alten B 199 ebenfalls durchschnittenen – Angelburger Straße verbunden ist. Eine weitere Verbindung mit der Flensburger Innenstadt stellt die Fußgängerunterführung Mauseloch dar. Im Osten grenzt das Johannisviertel an die Hohlwege, im Südosten an den Stadtteil Sandberg, im Süden an den Fischerhof. Im Norden geht das Johannisviertel in den Stadtbezirk St. Jürgen über, der bereits zum Stadtteil Jürgensby gezählt wird. Das Gelände steigt im ganzen Bereich von West nach Ost an. Hauptverkehrsstraße ist die seit einigen Jahren allerdings verkehrsberuhigte erwähnte Angelburger Straße, die im Süden des Viertels in Ost-West-Richtung verläuft.

## Geschichte

### Anfänge
Die Anfänge des Johannisviertels sind auch die Anfänge der Geschichte der Stadt Flensburg. Es wird vermutet, dass die Siedlung im Schutz einer landesherrlichen Burg, die zum Schutz einer Zollstelle nahe der Grenze der Wies- und Husbyharde an der Angelburger Straße errichtet worden sein soll, zu suchen ist. Jackob Röschmann beschreibt in seinem Buch von 1963 ausgiebig die Geländeformationen des Dammhofareals, östlich der Kirche, die darauf schließen ließen, dass dort eine Burg gestanden hat. In der Sage des historisch nicht belegbaren Ritter Fleno wird eine solche Burg erwähnt. Der Sage nach sei diese Burg zudem die ursprüngliche „Flensburg“, die der Stadt den Namen gab. Doch die Archäologie kann diese Namenszusammenhänge nicht bestätigen. Von den Historikern wird insbesondere der Name des sagenhaften Ritters und so auch der Name der Burg angezweifelt, sodass ein anderer Entstehungsprozess des Namens Flensburg vorliegen muss. Die hier ursprünglich befindliche Fischersiedlung ist auch sehr alt, und sie muss im 12. Jahrhundert schon derart bedeutend gewesen sein, dass man hier eine eigene Kirche errichtete. Diese Johanniskirche ähnelte in ihrer Bauweise aus Feldsteinen sehr den Landkirchen der Umgebung, doch zeichnet sie sich durch eine gewisse Größe aus. Vermutlich war sie ursprünglich jedoch nur eine Kapelle der Adelbyer Kirche, die ebenfalls Johannes dem Täufer geweiht war.
Mit der Verleihung des Stadtrechts an alle vier Flensburger Siedlungskerne gemeinsam schied die Siedlung um St. Johannis aus der Husbyharde aus. Allerdings behielt das Viertel ebenso wie die Ramsharde im Norden von Beginn an den Charakter einer weniger wohlhabenden Vorstadt, während die beiden inneren Stadtviertel um St. Nikolai und St. Marien die eigentliche Handelsstadt ausmachten. Administrativ war das Johannisviertel der südlichen Stadthälfte um St. Nikolai zugeordnet. Doch anders als dieses war es nicht fest ummauert, sondern lediglich mit einem Palisadenwerk geschützt. Vom Nikolaiviertel war St. Johannis durch das Angelburger- oder Mühlentor getrennt, Ausgang nach Osten war – ebenfalls an der Angelburger Straße – das Johannistor. Zudem gab es noch zwei kleinere Tore, die Fischerpforte am Plankemai und die Dammhofpforte am Dammhof, die alle im 19. Jahrhundert verschwanden und von denen keine gesicherten Abbildungen überliefert sind (vgl. Flensburger Stadtbefestigung). Die Johannisstraße lag außerhalb der Befestigung.
Durch die Jahrhunderte blieb das Johannisviertel ein Kleinbürgerviertel. Anstelle der Fischer, an die im Namen der Süderfischerstraße, der bereits im Erdbuch von 1436 erwähnten ersten namentlich benannten Straße der Stadt, erinnert wird, traten bald Handwerke und kleinere Dienstleister.

### Vom 19. Jahrhundert bis zum 20. Jahrhundert
Die Struktur des kleinbürgerlichen Viertels änderte sich bis ins 19. Jahrhundert hinein nur wenig. Abgesehen von einigen stattlicheren Häusern an der Angelburger Straße und wenigen anderen Ausnahmen blieb auch die Bebauung des Viertels überwiegend bescheiden.
Einschneidende Veränderungen ergaben sich erstmals durch die Industrialisierung. Auf den ehemaligen Wasser- und Sumpfflächen nördlich des Plankemai entstand seit den 1840er Jahren ein Industriegebiet. Auch der historische Margarethenhof wurde Sitz mehrerer Industriebetriebe. Eine weitere bedeutende Fabrikanlage, eine Gerberei, entstand an der Johannisstraße 1–5. Die Anlagen des ersten Flensburger Hauptbahnhofs und das erste Elektrizitätswerk entstanden ebenfalls unmittelbar nördlich des Plankemai.
Im Zuge des schnellen Wachstums der Fördestadt in der Kaiserzeit blieb das – bis auf die Hauptstraße Angelburger Straße – zunehmend abseitig gelegene Viertel ein Kleinbürgerviertel. Nur wenige der alten Häuser wurden durch höhere Bauten aus der Gründerzeit ersetzt. Markanteste Neubauten waren die neue St. Johannis-Knabenschule und das Fischersche Badehaus, beide am Dammhof und heute nicht mehr vorhanden. An die damalige Preußenzeit der Stadt erinnert heute noch besonders deutlich das 1912/1913 errichtete Eichamt Flensburg im Viertel.

### Gefährdung
In den 1950er Jahren plante man eine radikale Umgestaltung der unversehrt durch den Krieg gekommenen Flensburger Innenstadt sowie des Johannisviertels. Nach den Plänen des Architekten Bruno Wehner sollten wesentliche Teile des Johannisviertel gigantischen Verkehrsbauten weichen. 1968 wurde im Flächennutzungsplan parallel zum Bahndamm der Flensburger Hafenbahn ein Geländestreifen für die Errichtung der angedachten Hochschnellstraße ausgewiesen, welche an der Hafenspitze mit einer ebenfalls erhöhten Straßenführung der Ost- und Westseite, ähnlich der Gestalt eines Autobahnkreuzes, verbunden werden sollte. Die Pläne wurden nicht umgesetzt und erst in den 1990er Jahren endgültig verworfen. Die Flensburger Innenstadt wurde stattdessen durch die Westtangente und Osttangente entlastet. Die städtischen Pläne hatten zur Folge gehabt, dass nichts mehr in die alten Häuser investiert wurde. In den 1970er und 1980er Jahren wurden immer mehr Häuser abgerissen, das Johannisviertel verkam zu einer Parkplatz-Vorstadt für die Geschäftszentren der Innenstadt. Mit dem Neubau der Handwerkskammer zwischen Plankemai, Süderfischerstraße und Dammhof entstand direkt gegenüber der Johanniskirche ein Baukörper ohne jede Rücksicht auf die historische Umgebung.

### Sanierung
Erst ab Ende der 1980er Jahre setzte hier ein Umdenken ein. Das Viertel sollte wieder attraktiv werden. Die alten Gassen wurden verkehrsberuhigt, die meisten Baulücken wurden mit Gebäuden geschlossen, die sich den erhaltenen Altbauten gut anpassten. Die meisten der erhaltenen Altbauten wurden liebevoll renoviert. Dadurch ist das Johannisviertel wieder zu einem attraktiven Wohnviertel geworden.